# Hiéroglyphe égyptien O2
La maison et massue piriforme, en hiéroglyphes égyptiens, est classifiée dans la section O « Bâtiments, parties de bâtiments etc. » de la liste de Gardiner ; cet hiéroglyphe y est noté O2.

## Représentation
Il représente la combinaison d'un plan de maison (hiéroglyphe O1) et d'une massue piriforme (hiéroglyphe T3). Il est translittéré pr-ḥḏ.

## Utilisation
| O1 |

| O1 |

| T3 |

| T3 |

| O2 | / | pr | T3 | pr |

| O2 | / | pr | T3 | pr |

| O2 | / | pr | T3 | pr |

| O2 | / | pr | T3 | pr |

| T3 |

| T3 |

| O2 | / | pr | T3 | pr |

| O2 | / | pr | T3 | pr |

| O2 | / | pr | T3 | pr |

| O2 | / | pr | T3 | pr |